# Ménil-Hubert-en-Exmes
Ménil-Hubert-en-Exmes ist eine französische Gemeinde mit 120 Einwohnern (Stand: 1. Januar 2022) im Département Orne in der Region Normandie. Sie gehört zum Arrondissement Mortagne-au-Perche und zum Kanton Vimoutiers. 
Sie grenzt im Norden an La Fresnaie-Fayel, im Nordosten an Mardilly, im Osten an Saint-Evroult-de-Montfort, im Südosten an Résenlieu und Croisilles, sowie im Süden und Westen an Gouffern en Auge.

## Bevölkerungsentwicklung
| Jahr      | 1962 | 1968 | 1975 | 1982 | 1990 | 1999 | 2008 | 2015 |
| --------- | ---- | ---- | ---- | ---- | ---- | ---- | ---- | ---- |
| Einwohner | 202  | 208  | 145  | 144  | 130  | 110  | 112  | 110  |

## Sehenswürdigkeiten

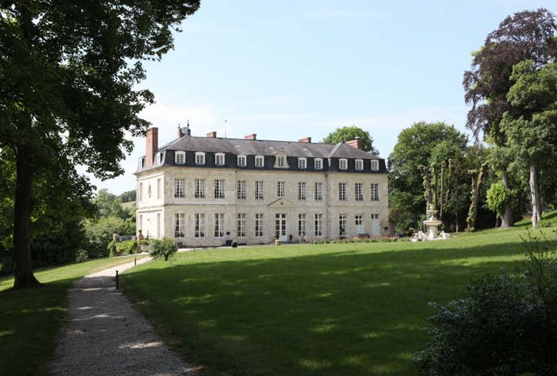
Schloss

- Schloss